# NGC 22
NGC 22 là một thiên hà xoắn ốc nằm trong chòm sao Pegasus. Nó được phát hiện vào năm 1883 bởi Édouard Stephan. 

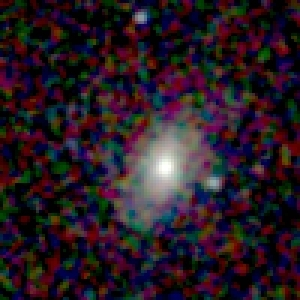
NGC 22 (cận hồng ngoại)